# Kresna (kommun)
Obsjtina Kresna (bulgariska: Община Кресна) är en kommun i Bulgarien.   Den ligger i regionen Blagoevgrad, i den sydvästra delen av landet, 100 km söder om huvudstaden Sofia.
Obsjtina Kresna delas in i:
- Gorna Breznitsa
- Dolna Gradesjnitsa
- Slivnitsa

Följande samhällen finns i Obsjtina Kresna:
- Kresna
- Stara Kresna

I omgivningarna runt Obsjtina Kresna växer i huvudsak blandskog. Runt Obsjtina Kresna är det glesbefolkat, med 16 invånare per kvadratkilometer.